# Alioth
Alioth es el nombre de la estrella ε Ursae Majoris (ε UMa / 77 Ursae Majoris) en la constelación de la Osa Mayor, la más brillante de la misma con magnitud aparente +1.76. De las tres estrellas que forman la «cola» de la Osa, es la que está más cerca del «cuerpo».

## Nombre
ε Ursae Majoris es conocida por distintos nombres. Su nombre árabe es Al-Jawn, y no se refiere a una osa sino a un «caballo negro». Alioth, escrito también como Aliioth o Aliath, también proviene del árabe alyat, que significa «cola gorda de una oveja». Un tercer nombre, Al Hawar, significa «el blanco del ojo» o «intensamente brillante».
Las tres estrellas de la cola de la osa, Alioth, Mizar (ζ UMa) y Benetnasch —o Alkaid— (η UMa), representaban para los árabes «las plañideras» de un cortejo fúnebre. El féretro, marcado por las estrellas del Carro Mayor, era seguido por las plañideras, y el cortejo recorría un lento y solemne movimiento  alrededor del polo norte celeste. Estos deudos, los niños de Al Na'ash, asesinado por Al Jadi, representado por Polaris, siguen rodeando todas las noches a este último en su sed de venganza.
Dentro de la astronomía china, ε Ursae Majoris era Yuh Kang, una porción de un antiguo instrumento astronómico. Junto a otras estrellas situadas entre ella y Megrez (δ Ursae Majoris), constituía Seang, «el subsecretario de Estado».

## Características físicas

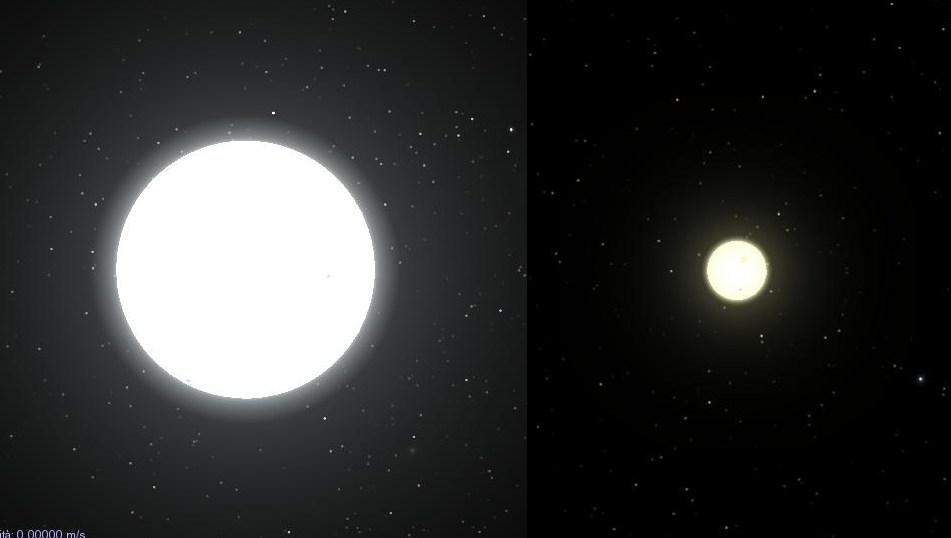
Alioth y el Sol a una distancia de 0.23 UA (Celestia).

Alioth es una estrella blanca de tipo espectral A0p 108 veces más luminosa que el Sol. Con una temperatura efectiva de 9400 K, su radio es 4 veces mayor que el radio solar y su masa es el triple de la del Sol. Es una estrella Ap químicamente peculiar, la más brillante de su clase. Su espectro de luz es atípico, mostrando ciertos elementos químicos realzados o disminuidos, que además parecen cambiar con gran regularidad con la rotación de la estrella, en este caso cada cinco días. Esta variación no se debe a la creación de elementos, sino a su distribución en la atmósfera de la estrella. Esta distribución está muy influida por el campo magnético estelar. Algunos elementos se concentran en distintas regiones de la estrella, entrando y saliendo del campo de visión conforme la estrella rota. Así, la abundancia de oxígeno es 100 000 mayor en el ecuador magnético que en los polos magnéticos —que no coinciden con el ecuador y los polos de la rotación—; el cromo se comporta de forma similar. Elementos más pesados, como el europio, también muestran grandes variaciones.
Clasificada como una estrella variable de tipo Alfa2 Canum Venaticorum, Alioth exhibe una pequeña variación en su brillo de 0.02 magnitudes. Curiosamente, tiene uno de los campos magnéticos más débiles entre las estrellas de su clase, apenas cien veces mayor que el campo magnético terrestre y quince veces más débil que el observado en el prototipo de estas variables, α² Canum Venaticorum.
Alioth es miembro de la Asociación estelar de la Osa Mayor, grupo de estrellas que tiene un movimiento similar a través del espacio con un probable origen común. Otras conocidas estrellas de la constelación, como Mizar (ζ UMa), Merak (β UMa) o Phecda (γ UMa) también forman parte de este grupo. Se encuentra a 81 años luz de distancia del sistema solar.